# Calanca
Calanca é uma comuna da Suíça, situada na região de Moesa, no cantão de Grisões. Tem 37,72 km² de área e sua população em 2018 foi estimada em 199 habitantes.
Foi criada em 1 de janeiro de 2015, a partir da fusão das antigas comunas de Arvigo, Braggio, Cauco e Selma.